# Nuendo
 (juin 2017).
Chronologie des versions
8.2
Nuendo est une station audionumérique (en anglais : digital audio workstation, alias DAW) évoluée de la société allemande Steinberg Media Technologies.  
Nuendo tire ses fonctions essentielles du séquenceur musical Cubase, de Steinberg également, lui offrant ainsi une ergonomie et une panoplie complète d'outils pour la création musicale, mais va beaucoup plus loin que Cubase en apportant de nombreuses fonctions supplémentaires. Il s'agit d'une station audio-numérique professionnelle adaptée pour la production sonore au sens large, dépassant donc le simple domaine musical.
Il comprend toutes les variantes de format multi-canaux, allant du mono jusqu'à l'Atmos ou le 22.2 japonais, que ce soit par canaux discrets ou par mixage objet, par différents types de downmix (par exemple le binaural ), ce qui explique pourquoi ce programme est souvent utilisé pour le doublage et mixage des films jusqu'aux réseaux des fonctions administratives et de communication.  
Il est également le logiciel le plus complet en termes de création et production audio pour jeux vidéo, avec notamment l'intégration complète de Wwise via Game Audio Connect, avec les fonctions poussées de composition musicale interactive, ou encore avec le protocole Perforce.  
Aussi, il est le seul logiciel audio proposant nativement l'ensemble des outils informatiques nécessaires à la création et au mixage pour la réalité virtuelle. De plus, sa compatibilité avec dearVR Spatial Connect permet de mixer l'ensemble d'un projet depuis un casque de réalité virtuelle et ses manettes, sans sortir de l'interface au casque.
Les sociétés de post-production proposent régulièrement ce logiciel couplé avec le contrôleur Nuage de Yamaha, lui même optimisé pour son ergonomie, bien qu'il soit également compatible avec de nombreux protocoles de console ou de contrôleurs. C'est par exemple le cas du protocole Eucon (qui à l'origine a lui même été développé pour les logiciels Steinberg par la société Euphonix avant le rachat de cette dernière).  
De la même manière que Cubase, Nuendo intègre différents protocoles tiers de communication, notamment l'ARA2 permettant à de nombreux logiciels stand alone une intégration très profonde via la station audionumérique elle même.
Nuendo est disponible pour les systèmes d'exploitation Microsoft Windows et Mac OS X.
Tous les logiciels Steinberg permettent de lire entre eux leurs sessions, voire de collaborer simultanément en temps réel avec plusieurs postes.